# Lightbulb Sun
Lightbulb Sun šesti je studijski album britanskog progresivnog rock sastava Porcupine Tree. Album je 22. svibnja 2000. godine objavila diskografska kuća Snapper Music.
Ovaj se album, kao i njegov prethodnik, Stupid Dream, ističe komercijalnijim zvukom s elementima pop glazbe, što je u suprotnosti s apstraktnim instrumentalnim zvukom prijašnjih i žešćeg metal zvuka kasnijih albuma grupe. Podijeljen je na dva dijela: "Rest Will Flow" i "Hatesong". Prvi dio je melodičniji i oslanja se na pop elemente stila skupine, dok je drugi eksperimentalnijeg karaktera.

## Skladanje i snimanje
Frontmen Steven Wilson komentirao je da je ovo "album koji smo najbrže snimili (u točno tri mjeseca)" i opet "naš najbolji rad do danas". Bio je objavljen svega 14 mjeseci nakon prethodnog albuma, Stupid Dreama. Wilsona je počelo zamarati pisanje tekstova o apstraktnim stvarima poput rata i religije te se osjećao dovoljno hrabro da počne pisati intimnije i osjećajnije tekstove, što je dovelo do nekih vrlo negativnih stihova u pjesmama poput "Hatesong" i "Feel So Low".
Wilson je izjavio da se u glazbenom smislu želio vratiti nekim eksperimentalnim glazbenim aspektima od kojih se skupina odmaknula na albumu  Stupid Dream, komentirajući: "Richard [Barbieri] i ja stvarali smo jedinstvene klavijaturističke zvukove za album – primjerice zvukove 'sajmišta' na [skladbi] 'How Is Your Life Today?' i 'kukaca' pri kraju [pjesme] 'Russia on Ice'". Također je govorio o utjecaju metal glazbe na album: "... gitaristička solistička dionica na [pjesmi] 'Where We Would Be' djelomično je lijepa zbog toga što smo ju izvorno odsvirali relativno normalno, a zatim smo joj dodavali distorziju i činili ju lo-fi dok nije počela šištati i raspadati se. Gitare koje sviraju rifove na pjesmi 'Russia on Ice' čisti su metal, a jednu od solističkih dionica na pjesmi 'Hatesong' zovem svojim 'kornovskim solom' jer su donje žice gitare toliko duboko uštimane da njihovim savijanjem note mogu promijeniti nekoliko tonova". Suprotno tome, skupina je u skladbe dodala i nekonvencionalnije instrumente, kao što su bendžo, dulcimeri i gudački instrumenti. Gudačke dionice na Lightbulb Sunu aranžirao je i producirao Dave Gregory iz alternativne rock grupe XTC u studiju Christchurch Studios u Clifftonu tijekom siječnja 2000. godine, a snimio ih je John Waterhouse.
Wilson je napomenuo da se, u usporedbi s njegovim prethodnicima, album odlikuje organskijim zvukom, komentirajući: "U pjesmi poput 'Winding Shota' [što je naziv za prvu polovicu skladbe 'Last Chance to Evacuate Planet Earth ...'] prisutne su nijanse Crosby, Stills, Nash and Younga i Nicka Drakea, iako se nadam da je konačni rezultat čisti Porcupine Tree. Ovaj efekt naglašava činjenica da je većina instrumenata i vokala na albumu izravnija i manje uljepšana nego na Stupid Dreamu ... Organski je riječ koju volim koristiti."
Richard Barbieri opisao je svoj pristup sviranju klavijatura, izjavivši: "... Veći dio mog eksperimentiranja s klavijaturama prisutan je na skladbama kao što su 'Russia on Ice', 'Last Chance to Evacuate Planet Earth ...', 'Feel So Low' i '4 Chords That Made a Million', dok drugim pjesmama klavijature nisu bile toliko potrebne. Neću svirati na cijeloj pjesmi ako ne osjećam stvarnu potrebu za time."
Velik broj pjesama koji je bio snimljen tijekom snimanja albuma Lightbulb Sun i Stupid Dream, a na koncu izostavljen sa svojih pojedinačnih albuma, bio je objavljen na kompilaciji B-strana pod imenom Recordings 2001. godine.

## O pjesmama
Wilson je izjavio da, iako ne postoji jedinstvena tematika ili koncept albuma, 
"Na tom se albumu nalazi barem četiri ili pet pjesama koje nazivam razvodnim pjesmama, pjesmama o vezi, sve one bave se raznim razinama prekida veze, raspuštanja veze. 'Russia on Ice', 'How Is Your Life Today?', 'Shesmovedon', 'Feel So Low', mislim, zadnja skladba na albumu. Vremenu u vezi kad veza na neki način... još postoji, ali je ušla u ono doba kad zapravo ne postoji ništa osim mržnje i prezira - 'Hatesong' je druga takva skladba. Međutim, na albumu se nalaze i grupe pjesama koje govore o raznim [...] nostalgičnim prisjećanjima iz djetinjstva, 'Lightbulb Sun' i prva polovica 'Last Chance to Evacuate Planet Eartha', 'Where We Would Be'. Stoga postoje grupe pjesama. A onda je tu još i nekoliko pjesama koje nisu povezane ni s čime. 'Four Chords That Made a Million' nema veze ni s čime na albumu ni s bilo čime što sam ikad napisao. To je samo to."
Skladbe "Four Chords That Made a Million", "Where We Would Be" i "Russia on Ice" premijerno su bile izvedene tijekom turneje za album Stupid Dream 1999. godine, nekoliko mjeseci prije objave Lightbulb Suna.
Skladba "Last Chance to Evacuate Planet Earth Before It Is Recycled" sadrži govor vođe vjerskog kulta Nebeska vrata. Članovi ovog su američkog kulta vjerovali da su s drugog planeta i da su samo posjetili Zemlju. Kako bi se vratili u svoju vlastitu "dimenziju" prije nego što se Zemlja "reciklira", takva se izvanzemaljska bića moraju pronaći i izvršiti masovno samoubojstvo. Govor je preuzet iz videozapisa koji je kult snimio prije nego što je počinio samoubojstvo, pokušavajući objasniti ostatku svijeta zašto su to učinili.
Skladba "The Rest Will Flow" na remasteriranoj je inačici sporija nego na izvornoj inačici albuma; pjesma je već bila snimljena u sporijem obliku, ali je na prvom izdanju albuma bila ubrzana kako bi bila više "prijateljski naklonjena radiostanicama". Skoro se nije ni našla na albumu jer su se određeni članovi skupine pitali pristaje li uz njegov tijek pjesama, ali ju je Wilson na koncu ostavio na njemu, smatrajući da "bi mogla postati singl". Skladba je trebala postati treći singl albuma i biti objavljena u listopadu 2000. godine, ali to se zbog nepoznatih razloga nije dogodilo.
Pjesmu "Feel So Low" ponovno je snimio sastav Blackfield 2004. godine; u pitanju je grupa koju čine Steven Wilson te izraelski pjevač i kantautor Aviv Geffen. Prvu je strofu na toj inačici Geffen pjevao na hebrejskom. Pjesma se pojavila samo na vinilnoj verziji prvog Blackfieldovog albuma. Kasnije je ta skladba na Blackfieldovim koncertima bila pjevana u potpunosti na engleskom jeziku, ali se ipak razlikovala od Porcupine Treeova originala jer je sadržavala i dulju, žešću instrumentalnu dionicu prije kraja.
Wilson smatra da bi se pjesma "Buying New Soul", koja je kasnije bila objavljena samo na kompilaciji B-strana Recordings i reizdanju albuma iz 2008. godine, pojavila i na izvornoj inačici albuma da je bila napisana i dovršena nekoliko mjeseci ranije.

## Popis pjesama
Tekstovi i glazba: Steven Wilson, osim pjesama "Hatesong", koju je skladao s Colinom Edwinom, i "Russia on Ice", koju je napisao cijeli sastav. 
| 1.    | »Lightbulb Sun«                                              | 5:31  |
| 2.    | »How Is Your Life Today?«                                    | 2:46  |
| 3.    | »Four Chords That Made a Million«                            | 3:36  |
| 4.    | »Shesmovedon«                                                | 5:13  |
| 5.    | »Last Chance to Evacuate Planet Earth Before It Is Recycled« | 4:48  |
| 6.    | »The Rest Will Flow«                                         | 3:14  |
| 7.    | »Hatesong«                                                   | 8:26  |
| 8.    | »Where We Would Be«                                          | 4:12  |
| 9.    | »Russia on Ice«                                              | 13:03 |
| 10.   | »Feel So Low«                                                | 5:18  |
| 56:07 |                                                              |       |

## Recenzije
Album je uglavnom dobio pozitivne kritike. Classic Rock ga je opisao "albumom zapanjujućih pjesama i iznenađujućih glazbenih sposobnosti… veličanstveno." Allmusic je pohvalio kvalitetu albuma i njegov komercijalniji pristup, nazvavši skladbe "Feel So Low" i "The Rest Will Flow" "uvjerljivo Wilsonovim dvjema najboljim skladbama." ArtistDirect je napomenuo da, iako se razlikuje od kasnijih izdanja sastava kao što su Fear of a Blank Planet i konvencionalnog progresivnog rocka u užem smislu, "Porcupine Tree ovdje postiže nešto ugodnije. Iako bi guste harmonije i glazbeni aranžmani mogli zanimati audiofile koji se služe tehnikom okružujućeg zvuka, snaga Lightbulb Suna je u melankoličnim melodijama koje bi jednako dobro zvučale i u mono tehnici." Glazbena internetska stranica The Real Musician dijelila je slično mišljenje, smatrajući album "posljednjim CD-om 'starog' Porcupine Treeja" (prije nego što se počeo baviti metal glazbom na albumu In Absentia iz 2002. godine). Dodatno je izjavio: "Lightbulb Sun je najbolji album te stare skupine".
Mnogi su recenzenti komentirali da album zvuči slično radu Pink Floyda. Album je također dobio pohvale za svoju pristupačniju inačicu progresivnog rocka; Bill Kopp iz Musoscribea je komentirao: "Lightbulb Sun je, poput cijelog (Porcupine Treeja), zapravo vrlo pristupačan. Porcupine Tree slušatelju na mnoge načine može služiti kao uvod u prethodno neistražen žanr: ako ste obožavatelj rocka, ali niste toliko upoznati s progom, on vam ga može nježno predstaviti. Ako...niste obožavatelj metala, sastav ... vam može pokazati blagodati tog žanra bez da vas napadne poput Metallice."
Albumu je u listopadu 2011. godine Udruženje nezavisnih glazbenih tvrtki dodijelila zlatnu nakladu jer je u Europi bio prodan u barem 75.000 primjeraka.

## Zasluge
| Porcupine Tree - Steven Wilson – vokali, gitara, klavir, melotron, dulcimer, uzorci, bendžo, harfa, produkcija - Richard Barbieri – sintesajzer, Hammond orgulje, Rhodes, klavinet, melotron - Colin Edwin – bas-gitara, bubnjarski stroj, sintir - Chris Maitland – bubnjevi, prateći vokali Ostalo osoblje - Chris Blair – mastering - John Foxx – naslovnica, fotografija - Luigi Colasanti Antonelli – fotografija | Dodatni glazbenici - Stuart Gordon – violina, viola - Nick Parry – violončelo - Eli Hibit – gitara - Katy Latham – violina - Lisa Betteridge – violina - Sarah Heines – viola - Emmeline Brewer – violončelo |